# العلاقات العمانية الصربية
العلاقات العمانية الصربية هي العلاقات الثنائية التي تجمع بين سلطنة عمان وصربيا.

## مقارنة بين البلدين
هذه مقارنة عامة ومرجعية للدولتين:
| وجه المقارنة                                              | سلطنة عمان    | صربيا                                                      |
| --------------------------------------------------------- | ------------- | ---------------------------------------------------------- |
| المساحة (كم2)                                             | 309.50 ألف    | 88.36 ألف                                                  |
| عدد السكان (نسمة)                                         | 4.64 مليون    | 7.02 مليون                                                 |
| الكثافة السكانية (ن./كم²)                                 | 14.99         | 79.45                                                      |
| العاصمة                                                   | مسقط          | بلغراد                                                     |
| اللغة الرسمية                                             | اللغة العربية | اللغة الصربية                                              |
| العملة                                                    | ريال عماني    | دينار صربي                                                 |
| الناتج المحلي الإجمالي (بليون دولار)                      | 72.64 مليار   | 41.43 مليار                                                |
| الناتج المحلي الإجمالي (تعادل القوة الشرائية) بليون دولار | 179.49 مليار  | 100.13 مليار                                               |
| الناتج المحلي الإجمالي الاسمي للفرد دولار أمريكي          | 15.55 ألف     | 5.24 ألف                                                   |
| الناتج المحلي الإجمالي للفرد دولار أمريكي                 | 38.63 ألف     | 13.59 ألف                                                  |
| مؤشر التنمية البشرية                                      | 0.793         | 0.771                                                      |
| رمز المكالمات الدولي                                      | +968          | +381                                                       |
| رمز الإنترنت                                              | عمان          | .rs، .срб ‏                                                 |
| المنطقة الزمنية                                           | ت ع م+04:00   | توقيت وسط أوروبا، ت ع م+01:00، ت ع م+02:00، أوروبا/بلغراد ‏ |

## منظمات دولية مشتركة
يشترك البلدان في عضوية مجموعة من المنظمات الدولية، منها:
| علم المنظمة | اسم المنظمة                               | تاريخ انضمام سلطنة عمان | تاريخ انضمام صربيا |
| ----------- | ----------------------------------------- | ----------------------- | ------------------ |
|             | مؤسسة التنمية الدولية                     | 1973                    | 25 فبراير 1993     |
|             | يونسكو                                    | 10 فبراير 1972          | 20 ديسمبر 2000     |
|             | وكالة ضمان الاستثمار متعدد الأطراف        | 1989                    | 19 مارس 1993       |
|             | الأمم المتحدة                             | 7 أكتوبر 1971           | 1 نوفمبر 2000      |
|             | الفريق المعني برصد الأرض                  | ?                       | ?                  |
|             | الاتحاد البريدي العالمي                   | ?                       | ?                  |
|             | البنك الدولي للإنشاء والتعمير             | 1971                    | 25 فبراير 1993     |
|             | المنظمة الهيدروغرافية الدولية             | ?                       | ?                  |
|             | الاتحاد الدولي للاتصالات                  | 28 أبريل 1972           | 1 يونيو 2001       |
|             | منظمة حظر الأسلحة الكيميائية              | ?                       | ?                  |
|             | مؤسسة التمويل الدولية                     | 1973                    | 25 فبراير 1993     |
|             | المركز الدولي لتسوية المنازعات الاستشارية | 1995                    | 8 يونيو 2007       |
|             | منظمة الشرطة الجنائية الدولية             | ?                       | ?                  |

## وصلات خارجية
- موقع وزارة الخارجية العمانية
- موقع وزارة الخارجية الصربية